# 山崎達也
山崎 達也（やまさき たつや、1957年〈昭和32年〉5月2日 - ）は、フリーアナウンサー。

## 来歴
- 島根県大田市出身[1]。明治大学卒業後、1982年にRNC入社[1]。
- ラジオ番組『ALL HITS SUNDAY』（日曜日14:00～16:00）を担当していた当時（1987年頃）は、その番組名から「ALL HITS SUNDAY'S」という自身のファンクラブが存在していた。
- 広島東洋カープのファンである[1]。
- 一時期岡山本社報道部に異動し報道記者となっていたが、2012年4月に再び高松本社のアナウンス部に異動。ラジオ番組やスポットニュースを担当し。2019年6月を以って退職。その後DAZNにてJ2リーグファジアーノ岡山、J3リーグカマタマーレ讃岐のホームゲーム実況を担当。

## 過去の出演番組

### テレビ
- RNC土曜ワイド ちょっとライトな90分
- RNC6:00
- ズームイン!!朝!→ズームイン!!SUPER（香川・岡山担当キャスター）
  - 植松おさみの後を継いで長らく担当。特に昨今のブームにもなった「さぬきうどん」をおいしくすするアナウンサーでも知られていた。
- 日曜V!V!V!テレビ
- RNCニュース→JUSTNEWS（随時）
- 日曜お昼は3色パン（日本海テレビと高知放送との3局共同制作）
- 大王製紙エリエールレディスオープン
- 歌のトップテン（RNCリポーター）
- NNNストレイトニュース（随時担当）

### ラジオ
- NOW NOW サタデー
- ALL HITS SUNDAY[1]
- ぽっぷん王国[1]
- 東芝EMI サウンドパーティー[1]
- 波のりラジオWeek End FeverPart3 まんぷくタイプ
- さわやかラジオ 気分上々（木曜・金曜）
- RNC TODAY（月曜・火曜）